# Personalismo

Ícone de uma pessoa aos moldes do Homem Vitruviano, em dupla relação

O personalismo é uma postura intelectual que geralmente enfatiza a importância das pessoas humanas. Refere-se principalmente a sistemas filosóficos europeus em que os personalistas defendem a autodeterminação e valor de cada sujeito como inalienável e supremo, não podendo ser sobrepujado por conceitos maiores, seja o de coletividade social ou de sistemas naturalistas ou metafísicos que tolham a liberdade e dignidade da pessoa. Porém o personalismo existe em muitas versões diferentes, o que torna um tanto difícil defini-lo como um movimento filosófico e/ou teológico.
Friedrich Schleiermacher usou pela primeira vez o termo "personalismo" (em alemão: Personalismus) impresso em 1799. Pode-se rastrear o conceito até pensadores anteriores em várias partes do mundo. Além da forma teológica, há várias formas de pensamento que já foram chamadas de "personalismo": desde especulações sobre o eu na filosofia indiana; formulações em que há uma primazia de se adotar o ponto de vista da pessoa ou de sua relação com o outro para se desenvolver um sistema filosófico; afirmações metafísicas de que os únicos entes existentes no universo são pessoas; até a um humanismo político que critica tanto o individualismo, quanto o coletivismo.
Tornou-se bastante popularizado, em particular, pelo movimento associado ao humanismo e inconformismo político idealizado por Emmanuel Mounier. Ele acreditava que o problema das estruturas sociais era econômico e moral, e que a saída para isso era a teorização e a construção de uma "comunidade de pessoas". O personalismo foi posteriormente adaptado pela Democracia Cristã e pelo Papa João Paulo II e, consequentemente, seguido por muitos católicos.

## Visão geral

### Surgimento do conceito
Inicialmente, a categoria de "personalismo" em Schleiermacher apareceu para definir a crença em um deus pessoal que, em contraste com a ideia panteísta, possui consciência. Segundo o filósofo, o personalismo atribui ao "universo... uma consciência peculiar e o outro (tipo de ideia) não". Essa distinção terminológica fora motivada pela controvérsia do panteísmo. Imerso nela, Friedrich Heinrich Jacobi formulara antes um conceito inicial de personalismo, e posteriormente Fichte e Hegel em grande medida adotaram um personalismo que, porém, se limitava à consideração do papel social da pessoa, de uma forma panteísta.
Houve um intenso debate sobre a natureza da Persönlichkeit (personalidade) e do si mesmo, cristalizado nas décadas de 1830 e 1840, e Warren Breckman afirma que o personalismo cristão surgiu nesse período como a mais importante reação à filosofia alegadamente panteísta de Hegel, em que filósofos e teólogos protestantes e católicos deram valor à personalidade; nisso, a "filosofia positiva" tardia de Schelling lhes deu autoridade.

Esse conceito teológico foi seguido pela crítica de Ludwig Feuerbach à religião, defendendo o panteísmo impersonalista, que, segundo ele, centralizava o homem na natureza de forma absoluta, enquanto afirmava que o personalismo isolava o homem:
"Deus é uma projeção do homem: 'a personalidade de Deus é a personalidade do homem livre de todas as determinações e limitações da natureza'. O personalismo é, portanto, também o fundamento teológico de uma concepção da 'natureza do homem' que destrói a sua identidade natural consigo mesmo e é, portanto, responsável pelo fato antropológico da autoalienação".
Assim, o impersonalismo seria adotado pelos jovens hegelianos e foi transformado em naturalismo e materialismo ao longo do século XIX. Porém, Feuerbach se apropriou do conceito de personalidade e formulou também um personalismo naturalista baseado na dialética do Eu-Tu. Após Feuerbach, na Alemanha Ernst Troeltsch e Gerhard Gloege representaram o personalismo teológico.
Jan Olof Bengtsson considera que os personalistas constituíram naquela época uma terceira alternativa, entre o teísmo e o idealismo absoluto. Politicamente, na aplicação da filosofia social, o personalismo tentava balancear elementos liberais, conservadores e até socialistas. Representava, assim, uma forma de distinta de liberalismo que não se resumia apenas a um meio-termo ou débil conciliação. Frequentemente os pensadores revolucionários, tais como os hegelianos de esquerda, e até mesmo os reacionários, eram "impersonalistas". Os jovens hegelianos não negavam a pessoa e o self, porém afirmavam que o personalismo religioso era antissocial e antipolítico, o que impedia, segundo eles, a realização plena da pessoa. Porém o humanismo voltado a conceitos como "espécie" ou "essência humana" de Feuerbach foi criticado por alguns dos próprios jovens hegelianos, como por Max Stirner, que em O Ego e o seu próprio (1844) focava apenas na "pessoa de verdade"; outro crítico foi Arnold Ruge, que se afastou do comunismo e temia que a realidade social pudesse se sobrepor às liberdades e direitos das próprias pessoas que a compõe.

### Precursores e delimitação
Pensamentos precursores se encontram em Leibniz, Berkeley, Kant e Rudolf Hermann Lotze, esse último tendo dado à personalidade um valor central.
No começo do século XIX, o personalismo inicial era distinto do "personalismo cristão" e oposto aos sistemas monistas do idealismo alemão e a tendências materialistas e positivistas. Uma primeira divisão, feita por Michael Theunissen, pode ser entre o "personalismo substancialístico" e o "personalismo relacionístico". Raramente ambas as ênfases se encontravam separadas. Estavam unidas em personalistas como Jacobi, Schelling e teístas especulativos, que davam atenção tanto à relação do ser humano para com outras pessoas, quanto para com Deus. Em grande parte a filosofia desses pensadores era voltada aos dons do indivíduo, o que constitui o aspecto do "personalismo substancialístico", que fora iniciado por pensadores cristãos medievais, como Boécio e Tomás de Aquino, influenciando definitivamente Lotze e, a partir deste, os personalistas americanos como George Trumbull Ladd, Josiah Royce, Borden Parker Bowne e Edgar S. Brightman; também foi definido paradigmaticamente pelo psicólogo Wilhelm Stern.
Já na outra vertente mais relacional, derivando da face externa do conceito de persona, a ênfase filosófica recai sobre a interação social da pessoa com as outras, o que pode ser traçado desde Agostinho de Hipona, Ricardo de São Vítor e Duns Escoto; o "personalismo relacionístico" formou-se pelo personalismo dialógico dos hegelianos de esquerda na Alemanha; na França, a partir de Charles Renouvier; e teve um paradigma relacional antecipado pelo teólogo David Friedrich Strauss.
Em geral, desde os pensadores iniciais do personalismo no começo do século XIX, a ênfase principal era sobre os valores do sujeito e seu cultivo, em conexão com a autorrealização e desenvolvimento da personalidade. Escrevendo na Stanford Encyclopedia of Philosophy, Thomas D. Williams, LC e Jan Olof Bengtsson citam uma pluralidade de "escolas" que defendem uma ética "personalista" e uma "Weltanschauung", argumentando:

"O personalismo existe em muitas versões diferentes, e isso torna um tanto difícil defini-lo como um movimento filosófico e teológico. Muitas escolas filosóficas têm em seu núcleo um pensador específico ou mesmo uma obra central que serve como pedra de toque canônica. O personalismo é um movimento mais difuso e eclético e não possui esse ponto de referência comum. Na verdade, é mais apropriado falar de muitos “personalismos” do que de um personalismo. Em 1947, Jacques Maritain poderia escrever que há pelo menos “uma dúzia de doutrinas personalistas, que às vezes não têm nada mais em comum do que a palavra 'pessoa'”. alguns dos expoentes mais importantes do personalismo não realizaram tratados sistemáticos de suas teorias.Talvez seja mais apropriado falar do personalismo como uma “visão de mundo” “corrente” ou mais ampla, uma vez que representa mais do que uma escola ou uma doutrina enquanto, ao mesmo tempo, as formas mais importantes de personalismo apresentam alguns pontos em comum centrais e essenciais. O mais importante destes últimos é a afirmação geral da centralidade da pessoa para o pensamento filosófico. O personalismo postula a realidade última e o valor da personalidade – humana e também (pelo menos para a maioria dos personalistas) divina. Enfatiza o significado, a singularidade e a inviolabilidade da pessoa, bem como a dimensão essencialmente relacional ou social da pessoa. O título “personalismo” pode, portanto, ser legitimamente aplicado a qualquer escola de pensamento que se concentre na centralidade das pessoas e no seu estatuto único entre os seres em geral, e os personalistas normalmente reconhecem as contribuições indiretas de uma ampla gama de pensadores ao longo da história da filosofia que não se consideravam personalistas. Os personalistas acreditam que a pessoa deve ser o ponto de partida ontológico e epistemológico da reflexão filosófica. Muitos estão preocupados em investigar a experiência, o status e a dignidade do ser humano como pessoa, e consideram isso como o ponto de partida para todas as análises filosóficas subsequentes."
Assim, de acordo com Williams, deve-se ter em mente que embora possa haver dezenas de teóricos e ativistas sociais no Ocidente aderindo à rubrica "personalismo", os seus focos particulares podem, de fato, ser assintóticos, e até divergir em termos de conjunturas materiais.
Outra forma em que se pode categorizar o personalismo, porém mais posterior cronologicamente em relação ao início do século XIX, é também em três principais escolas personalistas que surgiram em reação a Hegel: a de Paris (sob influência do existencialismo, com Mounier, Marcel, Ricoeur e Maritain, cada um com um tipo distinto de sistema); a de Gottingen/Freiburg (baseando-se na fenomenologia, com Husserl, Max Scheler, Dietrich von Hildebrand, Edith Stein e Roman Ingarden; também se desenvolvendo em Praga por Jan Patočka); e a de Lublin (cujo representante principal foi Karol Wojtyla). Eles consideravam que o monismo absoluto hegeliano, bem como o reducionismo determinístico a leis impessoais, tal como o do positivismo e naturalismo, ameaçavam a liberdade e valor da pessoa, e em proposta alternativa os personalistas enfatizavam a autodeterminação.
Também se pode dividir por país. Por exemplo, o personalismo americano e britânico no geral, descrito por Keith Yandell, afirma que as únicas coisas existentes são a consciência das pessoas e suas qualidades, e que o todo da realidade é formado apenas pela interação social e conjunto mental de todas as pessoas. Esses personalistas afirmavam que as pessoas são livres, agentes morais conscientes, e que cada uma possui um valor intrínseco supremo em relação a seres impessoais, além de que para eles, na epistemologia, os conceitos mais básicos do pensamento surgem a partir da realidade imediata do sujeito e são entendidos em relação às pessoas e suas experiências. Tipicamente, esses personalistas posteriores são idealistas e afirmam a existência de Deus como uma Pessoa Suprema, base da continuidade das pessoas, acreditando na sobrevivência pessoal após a morte. Porém nem todos eram necessariamente teístas: Yandell divide um grupo de personalismo ateu, representado principalmente por J. M. E. McTaggart; James Ward e William Ritchie Sorley também faziam parte dessa categoria. Na França, por exemplo, houve Charles Renouvier, que era contra um monismo e adotou um pluralismo em que assumia existir apenas os fenômenos dos sujeitos; inicialmente, esse seu idealismo elogiava o ateísmo, por se colocar contra o teísmo que defendia uma unidade e perfeição; depois, em um relativismo, afirmava que o homem apenas tem ideias de sua relação com o mundo, e que não poderíamos conhecer e definir o Todo e Deus. Renouvier afirmava, então, um Deus finito e não onisciente, que não pode ser provado mas que é construído pessoalmente, como uma personalidade permanente do mundo, e essa sua visão influenciou o filósofo americano William James.
Os principais que se incluem no grupo dos personalistas teístas americanos eram Bowne, Brightman e Peter Anthony Bertocci. Uma outra categoria, segundo Yandell, seria a do "personalismo idealista absoluto", formado por Hegel, Royce e Mary Whiton Calkins, que baseavam o fundamento idealista no Absoluto.
Após a Segunda Guerra Mundial, Ferdinand Ebner e Franz Rosenzweig elaboraram um personalismo dialógico, e esse pensamento tem seu mais conhecido representante em Martin Buber, que elaborou sobre a dialética de Eu-Tu. O personalismo do russo Semyon Frank também absorveu essas ideias, e ele citou Ebner, Ronsenzweig e Scheler.
Pode se chamar ainda de "personalismo" a filosofia do Átmã (Eu) pessoal e de seu atingimento para libertação entre as escolas filosóficas indianas, particularmente desde os primeiros sistemas do hinduísmo; nesse contexto, esse tema gerou grande discussão, como na rejeição budista geral de se definir uma essência imutável para a pessoa (anatta); porém, mesmo no budismo houve o sistema do Pudgalavada, que adotava um conceito personalista.

#### Anglosfera
No Reino Unido, houve idealistas personalistas britânicos que se constituíram como uma segunda geração do idealismo britânico. Esse grupo foi representado principalmente por Andrew Seth Pringle-Pattison e formado em reação aos absolutismos―seja aqueles de forma impessoal ou ateísta―criticando F. H. Bradley, Bernard Bosanquet, McTaggart e Ward; eles eram a favor de um retorno do teísmo aos moldes do idealismo religioso da antiga escola hegeliana, buscando uma conciliação entre monismo e pluralismo, absolutismo e personalismo, e evitando-se extremos no idealismo. O grupo também foi influenciado pelo humanismo. Outros britânicos que fizeram parte do personalismo idealista incluem James Martineau, J. R. Illingworth, Clement Charles Julian Webb, Alexander Campbell Fraser, John Cook Wilson, Hastings Rashdall, Henry Jones e Alfred Edward Taylor.
Nos Estados Unidos, proeminentes idealistas personalistas americanos incluem George Santayana, William James, Borden Parker Bowne, George Holmes Howison, George Trumbull Ladd, Ralph Tyler Flewelling, Albert C. Knudson, Mary Whiton Calkins, Edgar S. Brightman e William Ernest Hocking.
Knudson publica em 1927 o livro A Filosofia do Personalismo, em que tenta categorizar alguns pensadores do personalismo; por exemplo, Renouvier aparece como apresentando um personalismo finitista e relativístico; Howison como um personalismo teleológico; e são listados os personalistas absolutos, como Edward Caird, Jones, Royce, Calkins e Hocking. Knudson distingue Bowne como tendo um sistema filosófico à parte bem definido.
Em 1929, Mary Calkins e Edgar Brightman lançaram uma proposta de definição do personalismo idealista, na chamada "Plataforma do Idealismo Personalístico"; dentre as afirmações, incluíam-se: "O Universo é de natureza completamente mental" e "O Universo Total é um sistema de eus e pessoas, que podem ser considerados ou como membros de uma pessoa todo-inclusiva que as individualiza pela diversidade de seu propósito [a visão de Hegel-Royce-Caklins], ou como uma sociedade de muitos eus relacionados por propósitos comuns [a visão de Bowne]".

#### Rússia
Desde o grupo dos filósofos eslavófilos, o personalismo foi uma grande característica da tradição filosófica e religiosa russa. É no neoidealismo russo que o personalismo é essencial: os pensadores desse movimento se pautavam na defesa da pessoa (lichnost') e da ideia de que as pessoas humanas são fins em si mesmas.
Os filósofos idealistas russos, centrados principalmente na Sociedade Psicológica da Universidade de Moscou, tinham cunho liberal baseado no ideal personalista; nessa vertente mais política, os principais representantes em torno da Sociedade foram Boris Chicherin, Vladimir Soloviev, Serguei Trubetskoi, Evgenii Trubetskoi, Pavel Novgorodtsev e Sergei Kotliarevskii. Suas teorias liberais eram baseadas nas noções de pessoa, dignidade e perfectibilidade humana, e o primeiro princípio fundante era a defesa da pessoa, fonte dos direitos naturais. Para eles, não havia propósitos ou valores maiores pelos quais se legitimamente pode sacrificar as pessoas individuais. O personalismo desses filósofos de Moscou tinha cunho metafísico e teísta.

Um dos mais impactantes personalistas russos foi Nikolai Berdiaev. Em uma de suas mais influentes críticas da modernidade, Berdiaev afirmava que o capitalismo liberal diminuía tanto o valor da pessoa e da comunidade que ideologias coletivistas surgiam para substituí-lo. Assim, ele era contra um individualismo que atomizava as pessoas, mas também contra a repressão de direitos e liberdades. Em 1935, Berdiaev descreveu o que ele e seus colegas "personalistas franceses" combatiam com o termo "totalitarismo", abrangendo fascismo e comunismo. Ele afirmou que o personalismo protegia contra a modernidade e que seus proponentes eram únicos:
"Embora definitivamente antiburgueses e anticapitalistas, estes grupos também diferem do comunismo e do fascismo por serem antitotalitários, e decidiram resolutamente salvaguardar a liberdade do espírito e a dignidade da personalidade humana"
"cada alma humana tem mais significado e valor do que toda a história humana com os seus impérios, as suas guerras e revoluções, as suas civilizações florescentes e desvanecidas"
Para o pensador, a dignidade de cada pessoa humana não pode ser violada e sacrificada em nome do progresso. Nisso, ele foi altamente influente em toda a Europa, onde se repercutiram críticas personalistas à crise do século XX e ao liberalismo secular.
Berdiaev interagia intensamente com personalistas franceses, principalmente com Jacques Maritain, mas também Étienne Gilson, Gabriel Marcel e Emmanuel Mounier. Assim, escrevia frequentemente para o jornal Esprit, fundado em 1932, e é manifesta a influência de Berdiaev no Manifesto Personalista (1936) de Mounier. A teoria do totalitarismo de Hannah Arendt, que afirmava como suas causas a atomização e solidão do indivíduo, baseou-se em escritos de Berdiaev; também foi influente sobre Eric Voegelin a consideração de que o comunismo era uma "religião secular". Martin Luther King fez uma tese inteira sobre o personalismo, incluindo uma análise de Berdiaev, e a ativista Dorothy Day também se inspirou nele.
Nos escritos de Mikhail Bakhtin da década de 1920, encontra-se grande presença do personalismo.
Dentre outros filósofos russos posteriores, o personalismo ganha destaque no sistema de Nikolai Losski. Além do humanismo, é distinta a sua teoria panpsiquista de que o universo é composto de agentes substantivantes―à semelhança da monadologia de Leibniz―os quais, de maneira hierárquica, formam estruturas cada vez mais complexas; esses agentes estariam acima do espaço e tempo, porém nestes criam características ao mesmo tempo materiais (como movimentos) e psíquicas (como a consciência), em um espaço e tempo delimitado próprio a cada agente. Chama isso, assim, de "personalismo hierárquico".

#### França
Alguns temas personalistas já eram presentes em Maine de Biran e Victor Cousin, mas a primeira versão que explicitamente se denominou "personalismo" na França apareceu com Charles Renouvier, que publicou em 1903 a obra Le Personnalisme. Ele foi seguido por Octave Hamelin, e Renouvier teve influência sobre William James, a partir de quem a influência renouveriana de um personalismo finitista foi também transmitida aos Estados Unidos e Reino Unido. Já uma forma de personalismo cristão que era oposta ao radicalismo de Renouvier foi desenvolvida por Lucien Laberthonnière e Maurice Nédoncelle.
Alexandre Marc, que nasceu na Rússia em 1904, derivou de lá e de sua formação filosófica alemã o sistema de personalismo que ele levou à França. Junto com Arnaud Dandieu, elaborou uma filosofia personalista de cunho federalista e nietzscheana. Depois, ela foi adaptada em uma versão católica comunitária por Emmanuel Mounier, que tornou o termo famoso. Em torno de Mounier, foi fundada a revista Esprit, plataforma dos inconformistas da década de 1930 que foi grandemente impactante e que existe até hoje. O personalismo era visto como uma alternativa tanto ao liberalismo individualista como ao socialismo coletivista, ambos criticados por Mounier como materialistas. Respeitava a personalidade humana, evitando ceder à reificação do conceito de coletividade que, em excesso, pode levar à opressão. O personalismo de Mounier teve uma influência importante na França. Outros movimentos políticos também adotaram o personalismo, como no Le Sillon e na Ligue de la jeune République (Liga da Jovem República) de Marc Sangnier, fundada em 1912; Também houve impacto em outros países, com alguns discípulos personalistas tendo formulado as origens do movimento dos direitos humanos na Europa.
Paul Ricœur procurou explicitamente apoiar o movimento personalista, desenvolvendo a sua base teórica e expandindo-a com uma nova ética social personalista.:3 No entanto, mais tarde ele teve divergências significativas com Mounier e criticou outros escritores personalistas por falta de clareza conceitual. Ricœur também discordou dos outros personalistas ao afirmar o significado da justiça como um valor por direito próprio e atribuiu esta prioridade à esfera pública, enquanto Mounier caracterizou todas as relações, incluindo as públicas e políticas, em termos de amor e amizade.

#### América Latina
Na América Latina, foram filósofos personalistas os argentinos Alejandro Korn e Francisco Romero; o mexicano José Vasconcelos; o porto-riquenho Eugenio Maria de Hostos; dentre outros que desenvolveram temas personalistas No Brasil, Miguel Reale fundamenta sua teoria dos valores no que chamou de "personalismo axiológico", afirmando que a pessoa humana, autoconsciente de sua dignidade, é o valor fonte de todos os outros valores; Paulo Freire recebeu influência do personalismo de Mounier.

## Personalismo católico
John Crosby aponta que John Henry Newman era já um principal proponente do personalismo.
Durante a década de 1930, o Papa Pio XI promoveu uma virada em que direcionou a Igreja Católica ao personalismo e ao antitotalitarismo. Em 1931, a sua encíclica Quadragesimo anno motivou a difusão do personalismo moderno e nela denunciava as desigualdades do capitalismo, ao mesmo tempo que abria espaço para uma doutrina social.
O pensamento de Mournier foi popularizado nos anos 1930 nos Estados Unidos por Peter Maurin junto com Dorothy Day, que fundaram o Movimento do Trabalhador Católico. Jacques Maritain, um discípulo de Mournier, fora pioneiro do chamado "personalismo tomista", um tipo assim denominado devido aos esforços para enquadrar as noções modernas sobre a pessoa com os ensinamentos de Tomás de Aquino.
Outra escola de personalismo católico surgiu na Polônia, cujo principal teórico foi o filósofo polonês Karol Wojtyła (mais tarde Papa João Paulo II). Ele foi influenciado pelo personalismo defendido pelo filósofo existencialista cristão Søren Kierkegaard. Antes de sua eleição para o papado romano, ele escreveu Pessoa e Ato, uma obra filosófica repleta de personalismo. Embora ele tenha permanecido dentro da corrente tradicional da moralidade social e individual católica, a sua explicação das origens das normas morais, tal como expressa nas suas encíclicas sobre economia e sobre moralidade sexual, por exemplo, foi em grande parte elaborada a partir de uma perspectiva personalista. Em sua obra Amor e Responsabilidade, publicada pela primeira vez em 1960, Wojtyła propôs o que chamou de "norma personalista":

"Esta norma, no seu aspecto negativo, afirma que a pessoa é a espécie de bem que não admite uso e não pode ser tratada como objeto de uso e, como tal, meio para um fim. Na sua forma positiva, a norma personalista confirma isto: a pessoa é um bem para o qual a única atitude própria e adequada é o amor."
Wojtyła foi influenciado pelo personalismo ético do fenomenólogo alemão Max Scheler.
Um primeiro princípio do personalismo cristão é que as pessoas não devem ser usadas, mas respeitadas e amadas. Na Gaudium et spes, o Concílio Vaticano II formulou o que passou a ser considerado a expressão chave deste personalismo: "o homem, única criatura sobre a terra a ser querida por Deus por si mesma, não se pode encontrar plenamente a não ser no sincero dom de si mesmo". Esta fórmula de autorrealização oferece uma chave para superar a dicotomia frequentemente sentida entre a "realização" pessoal e as necessidades ou exigências da vida social. O personalismo também implica interpersonalismo, como sublinha Bento XVI na Caritas in Veritate :

"Como ser espiritual, a criatura humana se define por meio das relações interpessoais. Quanto mais autenticamente ele vive essas relações, mais amadurece a sua identidade pessoal. Não é isoladamente que o homem se vale, mas colocando-se em relação com os outros e com Deus."
Indiretamente, houve também influência do personalismo no catolicismo a partir da filosofia do processo de Charles Hartshorne.

## Legado
Martin Luther King Jr. foi muito influenciado pelo personalismo em seus estudos na Universidade de Boston. King chegou a concordar com a posição de que apenas a personalidade é real. Solidificou sua compreensão de Deus como um deus pessoal. Também lhe deu uma base metafísica para a sua crença de que toda personalidade humana tem dignidade e valor.